# Manuel do Nascimento Machado Portela

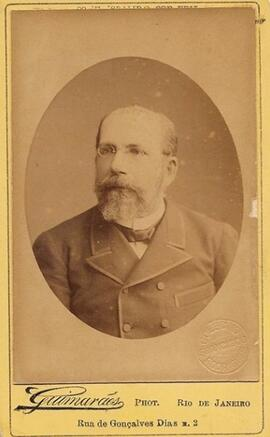

Manuel do Nascimento Machado Portela (1833 — 1895) foi um político brasileiro.
Foi presidente das provícias de Pernambuco, de 11 de abril a 5 de novembro de 1869, de 3 de maio a 27 de outubro de 1871 e de 26 de abril a 10 de junho de 1872, e da Bahia, de 27 de março de 1888 a 1 de abril de 1889.